# Parafia Najświętszej Maryi Panny Królowej Polski w Łukowem
Parafia Najświętszej Maryi Panny Królowej Polski w Łukowem − parafia rzymskokatolicka znajdująca się w archidiecezji przemyskiej w dekanacie Rzepedź.

## Historia
Wieś Łukowe istniała już w 1473 roku i była własnością Tarnowskich. W 1761 roku wzmiankowano cerkiew greckokatolicką. W 1928 roku zbudowano murowaną cerkiew, z fundacji Franciszka Truskolaskiego. W 1947 roku podczas Akcji „Wisła” grekokatolików wysiedlono.
Z powodu zbyt wielkiej odległości do kościoła w Tarnawie Górnej, ks. Józef Jakieła czynił kilkuletnie starania o utworzenie samodzielnej parafii w Łukowem. 15 grudnia 1970 roku dekretem bpa Ignacego Tokarczuka została erygowana parafia pw. Najświętszej Maryi Panny Królowej Polski, z wydzielonego terytorium parafii w Tarnawie Górnej. Kościołem parafialnym stała się dawna cerkiew.
Na terenie parafii jest 1 232 wiernych (w tym: Łukowe – 683, Kalnica – 127, Średnie Wielkie – 420).
Proboszczowie parafii:
1970–1978. ks. Józef Konefał.
1978–1994. ks. Zygmunt Trojnar.
1994–2003. ks. Wojciech Frankiewicz.
2003–2013. ks. Zbigniew Łuc.
2013– nadal ks. Piotr Sobczyk.

## Kościół filialny
W 1983 roku w Średnim Wielkim rozpoczęto budowę kościoła filialnego według projektu arch. inż. Jerzego Wiechowskiego. 
13 października 1985 roku kościół został poświęcony przez bpa Bolesława Taborskiego pw. Matki Bożej Różańcowej.

## Góra Miłosierdzia
W 2009 roku s. Barbara Izdebska Augustianka na własnej działce postawiła krzyż, jako Votum dziękczynne za dar powołań kapłańskich i zakonnych. 
22 lipca 2009 roku ks. Zbigniewa Łuc poświęcił krzyż, który stał się początkiem Góry Miłosierdzia. 13 sierpnia 2010 roku po raz pierwszy wyruszono w procesji Matki Bożej Fatimskiej pod krzyż na Górę Miłosierdzia. 
W 2012 roku przy drodze postawiono 5 drewnianych kapliczek różańcowych. 5 sierpnia 2013 roku rozpoczęto budowę stacji drogi krzyżowej. W latach 2014–2015 zbudowano dużą kapliczkę pw. Matki Bożej Miłosierdzia, jako dar przyjaciół z Lubnia na jubileusz 50-lecia Profesji zakonnej s. Barbary Izdebskiej.